# Dichaetomyia ventrosa
Dichaetomyia ventrosa är en tvåvingeart som beskrevs av Shinonaga 2004. Dichaetomyia ventrosa ingår i släktet Dichaetomyia och familjen husflugor. Inga underarter finns listade i Catalogue of Life.